# ドッジボールから派生したスポーツの一覧

ドッジボールから派生したスポーツの一覧（ドッジボールからはせいしたスポーツのいちらん）は、世界でドッジボールとして知られている競技とそのルールの種類の一覧である。

## アーミードッジボール
アーミードッジボール は、2チームに分かれて行われ、バスケットボールのコートや駐車場のような、中くらいの広さの空間で行われる。2チームの間に1本のセンターラインが引かれて、そのセンターラインの片側に1チーム、反対側にもう1チームが配置されるが、センターラインを超えて相手側に入ることは許されず、超えた場合は自動的にその選手がアウトとなる危険がある。それから、両チームにドッジボールの球が数個配られる。そして、選手たちは相手チームの選手に対して球を投げての攻撃を図る。その結果球が当たってしまった体の箇所は「負傷」し、「負傷」した選手はコートの後ろに移動して「衛生兵」が「治療」しに来るのを待たなければならない。「衛生兵」役は各チーム1人ずつ試合前に決める。ボールを投げ合っている中で、もし「負傷」した選手が「治療」してもらう前に球を当てられたら、その選手は試合から除外される。無傷でコートに残っている選手が1人になったら試合終了である。この競技の適正選手数は10〜30人で、適正試合時間は20〜60分である。
アーミードッジボールの変化版の一つに、「ノーマンズランド（中間地帯）ドッジボール」というものがある。ノーマンズランドドッジボールでは、アーミードッジボールのコートの中央に「中間地帯」とよばれるエリアがあり、そこにはどちらのチームの選手も入れるため、より近い距離で攻撃できる。ただし、「衛生兵」役はおらず、「治療」というルールが存在しない。

## ボンバードメント
ボンバードメントは、2チームに分かれ、5個の球を使って行われる。体育館（大抵、バスケットボールかネットボールのコート）を3つの同じくらいの広さの区域に分けて、それらのうち真ん中の区域を中間地帯とする。各チームは自分の陣地と中間地帯の中のみを自由に移動できる。首から下の体のどこかに球を当てられた選手はコートから出る。相手陣地に立っているボウリングのピンを投げた球ですべて倒すか、相手チームの選手をすべてコートから出せば勝利である。球をノーバウンドでキャッチしたら最も長くコートから出ていた味方の選手がコートに復帰し（ボンバードメントの変化版のなかには、味方を一度に複数人復帰させることができたり、復帰する選手を選択できるものもある）、逆にその球を投げた選手はコートから出る。手に持っている球に当てて相手から放たれた球の軌道を変えてかわすことは認められる。
ボンバードメントには様々なバリエーションがある。例えば、バスケットボールのゴールのバックボードに球を当てたら、投げたチームの選手がすべてコート内に復帰する、各チーム3本ずつ自陣地にボウリングのピンを立てる（この競技はピンガードやバトルボールとも知られている）というものや、相手のピンに球を当てたら相手の選手がすべて復帰する、などというピンの目的が変わったものもある。

## ドクタードッジボール
ドクタードッジボール（ドクタードッジ、ドクター・ドクター、ホスピタルとも言う）では、 各チーム1人ずつ球を避け続けようとするリーダーを選出する。 球に当たった選手は、地面に倒れて自分のチームのリーダーである医者が助けにくるのを待つ。医者に助けられた選手は、立ち上がって試合に復帰することができる。片方のチームの選手が全員倒れたら試合終了であるが、どちらかの医者が倒れたら試合の終了が早まりやすい。他にも、医者に球が当たった時点で試合終了となるというルールの場合もある。したがって、両チームにとって相手の医者が誰であるかを見破ることに意識を集中させることが鍵となる。そのため、誰が本当に医者であるのかということに関して相手チームの虚をつくために、偽の医者を擁立するという戦略を採ることもあるが、試合前に両チームの医者を明らかにする場合もある。
ある別バージョンのルールでは、医者が倒れたら別の選手が医者になる、といったように変えられたものもある。また、キングズコートという、チームのリーダーに球が当たったらそのチームが負けとなるという類似した競技もある。ボウリングのピンを併用する場合もある。他には、倒された選手が両チームの陣地の後方にある「病院」へ味方に引きずってもらうというものもある。「病院」へ運ばれた選手は試合に復帰することができる。ただ、もし相手チームの「病院」へ運ばれてしまったらその選手は相手チームの一員として復帰する。

## ガガ
ガガ（オクトボールとも言う）は、作れるのであれば八角形の、そうでなければ形を問わず完全に壁で囲われた空間において行うドッジボールの一種である。球は1個のみ使用する。この競技の目標は、開いた手か握りこぶしのどちらかで相手の膝か膝より下の部分を目がけて球を打ち込むことで相手を倒すことである。球が膝か膝より下の部分に当たった選手はアウトとなりコートから出ていかなければならない。自分が打った球を相手にノーバウンドでキャッチされた選手もアウトである。球をキャッチする意志がないのに、球が他の選手や壁に触れる前に2回連続で球に触れた選手もアウトである。球を持ち歩いたり、球を投げたり、球がバウンドした後に球をキャッチした選手もアウトである。コート外で球を打った選手もアウトである（ただし、守備的回避の中で生じた行為ならばセーフ）。また、他の選手をボールの軌道へ押すなどの乱暴な行為は違反である。このような時は審判の判定に従う。
八角形の中心に球を置き選手たちは壁を触っている状態から球をバウンドさせて、選手たちがバウンドする度に「ガ」という声を出し3回目のバウンドの後に試合開始となる。ただし、3回目のバウンドの前に球に触れたり壁から離れた選手はアウトとみなされる。この一連の手順はプレーを再開する際にも行われる。コート外へ打たれたり球がキャッチされた時プレーが中断する（球が誰かに当たった時はプレーを続行する）。
最後までコートに残った選手が勝者である。
この競技は大人数でチーム制や個人対決制でできる。

## プロテクト・ザ・ピン
プロテクト・ザ・ピン（PTP、ピンガード、ピンドッジボールともいう）は、一般的なドッジボールとほとんど同じだが、両チームの陣地の背後（普通は、壁に最も近いバックライン上）に等間隔に3本のボウリングのピン（もしくはテニスボールが入っていた缶やカラーコーンでもよい）が置かれているという点で異なる。ピンは一度倒れたらそのまま寝かせておく。どちらかのチームの選手が全員アウトになるか、どちらかのチームのピンがすべて倒れれば試合終了となる（後者のルールの方が一般的である）。
どちらかのチームのピンが2本倒れた時点で「キルライン」というルールが発生する。相手チームのピンを2本倒したチームの選手はセンターラインより1本相手チームの陣地寄りのラインまで入ることができるようになる。 
試合前、各選手はバンドを2本身につける。バンドの本数がその選手のライフを表す（2本=残り3機、1本=残り2機、0本=残り1機）。
球は、相手選手に当てたり、相手チームのピンを倒したり、相手が自分のチームのピンに目がけて投げてきた球を妨害するのに用いる。球をキャッチすると投げた選手のライフが1つ削られ、既にアウトになっていた味方選手が一人復活する。ただし、壁、床、天井、ピン、その他選手以外の物に当たって跳ね返った球をキャッチしても無効である。
一般的な試合では、大小問わず（主に、大きめの6号、中くらいの3号、小さめの2号の）「ゲイタースキン（ワニの肌）ボール」を用いる。このボールは当たっても衝撃が小さいので頭に当ててもよいとされることが多い。
ピンを1本だけ用いてチーム内の決められた選手が守ることもある。この唯一のピンが倒されたら負けである。また、ドクターのように、色んなルールを組み合わせても楽しめる。あるバージョンでは、ピンを倒した選手の味方が全員復活するというルールがある。

## プリズンボール
プリズンボール（ドッグハウスドッジボール、プリズンドッジボール、プリズナードッジボール、バトルボール、ギリシャ式ドッジボール、ドイツ式ドッジボール、チームボール、クロスファイア、スウェーデン式ドッジボール、ダンジョンドッジ、トレンチ、ジェイルドッジボール、ジェイルボール、ジェイルブレイク（脱獄）ともいう。また、カナダではキングズコート、ブラジルではqueimada、queimado （燃焼）、ニュージーランドではヘブンともいう）は、一般的なドッジボールとほとんど同じだが、球に当たった選手が相手チームの陣地の背後にある「刑務所（拘置所、犬小屋）」という定められた区域に入らなければならない点で異なる。刑務所を出るためには、味方が投げた球を自分でキャッチしなければならない。刑務所にいる選手が相手に球を当ててもアウトにはならない。刑務所にいる選手は試合終了まで刑務所にいるか、最新のルールに従って（つまり、上記のように味方が投げた球をキャッチすることによって）釈放される。あるバージョンでは、バスケットボールコート内で行われ、もし相手陣地のバスケットボールのゴールにハーフコートシュート（コートのハーフラインから放つシュート）を決めたらすべての選手が釈放されるものもある。
ドイツ式ドッジボールと （ドイツとの関連を問わず）呼ばれる競技では、刑務所が相手チームの陣地の背後と両サイドにも広がっている。刑務所に入った選手は刑務所から出ることができないが、相手の陣地に踏み入れなければボールを触ったり相手選手を攻撃してもよい。よって、結局は4方向から攻撃を受けることになるので、非常に慌ただしい様になる。 先に相手チーム全員を刑務所送りにしたチームが勝利チームである。
プリズンボールのドイツで実際に行われているバージョンはVölkerball（ドイツ語で「ドッジボール」の意）（'nationball（ネーションボール）'）である。ボールは1つ使用する。各チームで最初に刑務所に入った選手がチームの「王様」になり、味方が全員刑務所に入った段階で陣地に復帰する。王様は復帰後2回まで当たってもセーフで、選手の陣地への復帰を認める権限を持つ。Völkerballの人気なバーションに、近頃人気のStrand-Völkerball（'beach nationball（ビーチ・ネーションボール）'）リーグ などがある。Völkerball はドイツ体育連盟（German Gymnastics Federation）公式の競技であり、女性がプレーする。
他にも、アメリカではキリスト教青年会（YMCA）がプリズンボールの別バージョンを行っている。

## トランポリンドッジボール
トランポリンドッジボール（3次元ドッジボールとも言う）は、通常のドッジボールにかなり近いが、トランポリンの床と壁に囲まれた空間で行われるのが特徴である基本的に選手がコート外に出るということが起こり得ないので、プレーの選択肢は球を当てることとキャッチすることに限定される。トランポリンの数を増やしていけば通常の競技より肉体的にハードなものになり、さらに複数のトランポリンを超えて大きなジャンプをするプレーも可能になる。

## ポイズンボール
ポイズンボールは、アウトになった選手が復活するルールがなく、チーム戦ではなく個人戦である点で他の派生競技と異なる。通常バスケットボールコートのような小さめから中くらいのスペースで行われ、ボールは1〜10個使用する。
最初に投球者を2人選ぶ。彼らの役目は他の選手を目がけて球を投げてできるだけ多くの選手を攻撃することである。それ以外の選手はコート内にいて、投球者から放たれる球をよけて生き延びなければならない。当てられた選手は投球者に加わって、残った選手を攻撃する側にまわる。よくあるルールでは、時間が経つにつれ選手の生存率を下げるためにコート内のボールの数が増やされていく。最後まで生き残った選手1人が優勝である。
カリブ海諸国では、この競技はダンディーシャンディーとして知られている。人気のストリートゲームであり、ボールが無いときは代わりに空箱に軽く柔らかいものを詰めたものを使って行われる。

## ガントレット
ガントレット（ポニーエクスプレスとも言う）は、2チームで、通常バスケットボールコートのような小さめから中くらいのスペースで行われる。ボールは1〜10個使用する。
フィールディングチーム（守備）とランニングチーム（攻撃）に分かれ、フィールディングチームはコートの両サイドライン上に並んでその真ん中に、ランニングチームがコートの端に立っている間ランニングチームが駆け抜けるための通路を形成する。  もう片方の端は空けておく。そこをランナーが走って行ったり来たりする。 フィールディングチームの選手は武器である球を当ててランナーを追い出す必要があるが、球を投げるときにスローイングラインを超えてはいけない。ランニングチームの選手はテニスボール大の物をコートの端へ運び、味方のランナーへ渡す前にもう片方の端へ戻ってこなければならない。ちなみにこの競技の別バージョンでは、ランナーはコートの端へボールを取りに行き、もう片方の端へ戻ってかごにボールを入れ、次に味方の別の選手がボールを取りに行く、というものもある。一度に1人か2人のランナーが送られるということになる。ランナーの誰かがフィールディングチームの投げた球に当たったらその場でしゃがまなければならず、それがボールを運んでいる最中だったらボールを高く掲げ味方が回収しに来るのを待たなければならない。ランナーは、通路の中間点よりも自分のチームの陣地寄りの場所で球を当てられても、次のランナーがそのランナーがするべきだった移動の残りを行う必要は無く、ただ自分の陣地へボールを持って帰ればよい。フィールディングチームの投げた球に当てられた選手は、地面にお尻や膝をついた状態であればその後投げてくる球をはじくなどして味方のランナーを守ることができる。フィールディングチームは球を投げる以外の方法でランナーを妨害してはならない。ランナーが全員当てられたら、ランニングチームとフィールディングチームを交代する。ランニングチームとしてプレーしたときにより多くのボールを運ぶことに成功したチームが勝者である。

## 絶体絶命
絶体絶命（エリミネーション、スキャッターボールとも言う）は、シンプルな派生競技であり、円形の塀の中（もしくは最低でも円形の境界線が引かれた場所）の中で、1個か2個のボールを使用して行われる、大変慌ただしい競技である。選手の人数は4〜10人である。
試合を始める際に、1人または2人の選手（使用するボールの個数に人数は対応する）がボールを空中へ投げ上げるもしくは蹴り上げる。その後ボールを拾った選手は、拾った場所から最大5歩までしか歩くことができない。ボールを拾わなかった選手は自由に移動することができる。ボールが体（首より下の部分）に当たったら、即退場となり試合終了まで復帰できない。ある程度選手の人数が減ったら、審判の判断によりボールを持っている選手も自由に動けるようになる。 コート内の選手が残り1人になった時点で試合終了である。
マッシュは、絶体絶命のさらにシンプルなバージョンである。ボールを当てられた後、自分のことを当ててきた選手を自らコート外から当て返すと再びコートに復帰できる、という点を除けば絶体絶命と全く同じである。コート内の選手が残り1人になった時点で試合終了である。ボールを持っている選手が動ける歩数は指導者によって異なる。通常10人以上で行われ、試合時間は10〜60分（選手たちの技量に依る）である。